# Doratogonus annulipes
Doratogonus annulipes là một loài cuốn chiếu thuộc họ Spirostreptidae.
Chúng thường được tìm thấy ở Lesotho và Nam Phi.